# Намибия на летних Олимпийских играх 2004
Намибия принимала участие в Летних Олимпийских играх 2004 года в Афинах (Греция) в четвёртый раз за свою историю, но не завоевала ни одной медали.